# Mens porten var lukket
Mens porten var lukket är en dansk dramafilm från 1948 i regi av Asbjørn Andersen. Filmen är en dansk inspelning av Hasse Ekmans Medan porten var stängd.

## Handling
Filmen följer en rad personer i ett hyreshus under en natt full av dramatiska händelser och förvecklingar.

## Om filmen
Filmen hade dansk premiär 23 augusti 1948. Filmens manus översattes till danska av Paul La Cour.

## Rollista i urval
- Clara Pontoppidan - Cora Anker, primadonnan
- Thorkild Roose - Munk
- Mogens Wieth - Torsten Haugnæs
- Berthe Qvistgaard - Marianne Brandt
- Gunnar Lauring - Erik Brandt
- Karin Nellemose - Gerda Olsen
- Preben Lerdorff Rye - Egelev
- Ib Schønberg - Sven-Otto, teaterdirektör
- Johannes Meyer - Emil Johansen
- Maria Garland - Fru. Johansen
- Tove Maës - Birgit
- William Rosenberg - Anders
- Erni Arneson - Margrethe
- Helge Kjærulff-Schmidt - en främmande herre
- Asbjørn Andersen - poliskommissarie
- Henry Nielsen - gadefejeren
- Alex Suhr - kriminalbetjent